# دومينغو مارتينيز
دومينغو مارتينيز (بالإسبانية: Domingo Martínez de Irala)‏ (و. 1509 – 1556 م) هو مستكشف إسباني، ولد في فيرغارا، غيبوثكوا، توفي في أسونسيون، عن عمر يناهز 47 عاماً.